# Историја руског књижевног језика
Историја руског књижевног језика посматра се у контексту утицаја Ћирила и Методија, историјско-културних процеса у Кијевском периоду XI-XIV века (значај кнеза Владимира и Јарослава Мудрог, промена фонетског система, тенденција за одвајање и формирањем трију националних језика Источних Словена, а посебно почеци формирања руског језика).

## Подела периодизације
Најприхваћенија периодизација историје руског књижевног језика обухвата 2 основна периода:
1. преднационални
2. период формирања и развоја руског националног књижевног језика

У првом периоду књижевним језиком владао је мали број људи, који су припадали вишим слојевима друштва. У другом периоду књижевни језик шири се на све сфере општења и постепено почиње да испуњава шири круг функција.
Детаљнија подела обухвата 4 периода:
1. језик књижевности и писмености источнословенске народности (од 10. до почетка 14. века)
2. језик великоруске народности (од 14. до средине 17. века)
3. књижевни језик епохе формирања нација (од 17. до 18. века)
4. савремени руски књижевни језик (од Пушкина до данас)

### Први период
Први период назива се и кијевским периодом. Захваљујући повољном географском положају, мешаном становништву, језик који је створен на том подручју, кијевски коине, почиње да се користи као књижевни језик не само на територије Кијевске кнежевине, него и изван ње. У основи кијевског коинеа био је пољански дијалекат. На њему су створена прва писана књижевна дела. У овом периоду стриктно се разграничава употреба црквенословенског и народног руског језика. Црквенословенски је резервисан за богослужбене књиге, трактате, проповеди, житија, а народни за усмено стваралаштво. У апокрифима, романима и приповеткама, присутнији је народни језик. Основа руског књижевног језика био је црквенословенски, а не руски народни језик.

### Други период
Други период везује се за успон московске централизоване државе. У њему почиње самостални развој руског, украјинског и белоруског језика. И даље је присутна црквенословенско-руска диглосија, књишко-словенски језик трпи још већу архаизацију, а народно-литерарни зближава се са колоквијалним језиком.

### Трећи период
У трећем периоду уочава се нестанак диглосије. Формира се јединствен књижевни језик са високим и ниским стилом. Ово је период у коме отпочиње организовано и планско нормирање руског књижевног језика.

### Четврти период
У четвртом периоду руски језик доживљава експанзију не само као национални језик руског народа, него и језик међународне комуникације, а од средине 20. века сматра се општепризнатим светским језиком.

## Норма руског језика
Проблем одређивања норме у руском језику данас је веома актуелан, с тим да се водећи лингвисти још увек не подухватају сложеног и осетљивог задатка његовог нормирања. Зато се често у својим истраживањима осврћу на питања као што су: варијантност и језичка норма, нормализација књижевног језика, проблеми правописа и интерпункције, промене на граматичком и синтаксичком, а посебно на лексичком нивоу- стране речи, англицизми, пословни језик, жаргони и култура.